# Gare de Kőbánya-Kispest
La gare de Kőbánya-Kispest (hongrois : Kőbánya-Kispest vasútállomás, prononcé [ˈkøːbaːɲɒ ˈkiʃpɛʃt ˈvɒʃuːtaːllomaːʃ]) est une gare ferroviaire secondaire de Budapest.

## Service des voyageurs

### Desserte
Elle dessert le sud-est de la Hongrie, notamment les villes de Szolnok et Kecskemét. 

### Intermodalité
Elle est un arrêt du train qui effectue la liaison entre la Gare de Budapest-Nyugati et l'Aéroport international de Budapest-Franz Liszt. La gare se positionne comme un nœud de réseau important au sein de l'agglomération budapestoise. Elle est le point de départ de nombreuses lignes de bus ainsi que le terminus de la ligne   du métro de Budapest.